# Гур'їв Козачок
Гу́р'їв Козачо́к — село в Золочівській громаді Богодухівського району Харківської області України. Населення становить 283 осіб.
Село постраждало внаслідок геноциду українського народу, вчиненого урядом СССР у 1932—1933 роках, кількість встановлених жертв в Гур'ївому Козачку, Сотницькому Козачку, Андріївці, Ковтуні-1, Ковтуні-2, Кониках, Хоружівці — 315 людей.

## Географія
Село Гур'їв Козачок знаходиться за 2 км від річки Лозова (притока річки Ворскла, лівий берег), за 2 км від кордону з Росією. На відстані 2 км розташоване село Сотницький Козачок.

## Історія
Станом на 1864 рік у казенному хуторі Гур'їв Козачок мешкало 310 осіб (147 — чоловіків та 163 — жінок ), налічувалось 37 дворових господарств.
12 червня 2020 року, розпорядженням Кабінету Міністрів України № 725-р «Про визначення адміністративних центрів та затвердження територій територіальних громад Харківської області», увійшло до складу Золочівської селищної громади.
19 липня 2020 року, в результаті адміністративно-територіальної реформи та ліквідації Золочівського району, село увійшло до складу Богодухівського району.

## Кургани
Біля села знаходяться численні кургани бронзової доби

## Також
- Перелік населених пунктів, що постраждали від Голодомору 1932-1933, Харківська область